# Cerkiew św. Mikołaja w Bălinești

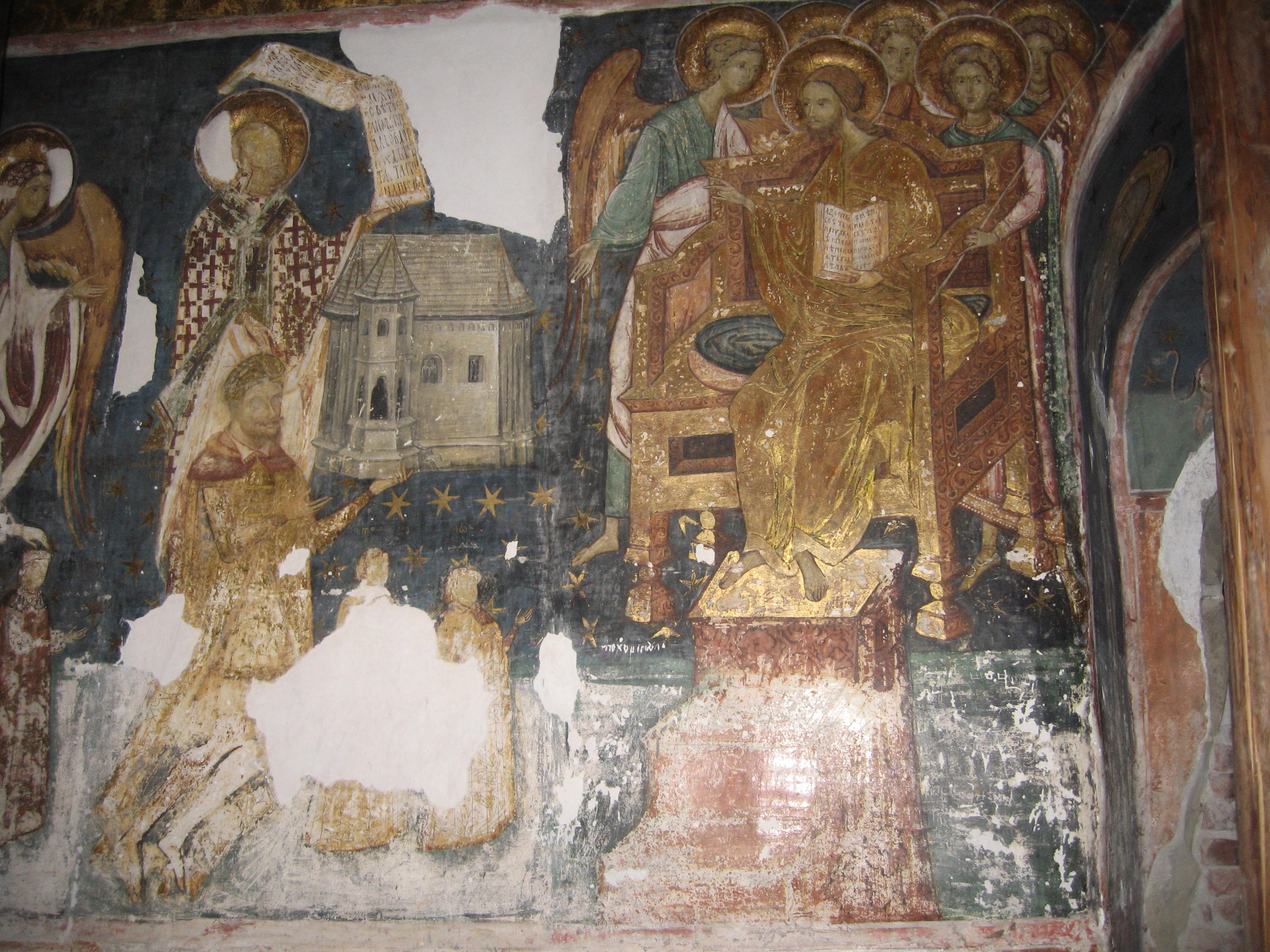
Obraz wotywny w cerkwi

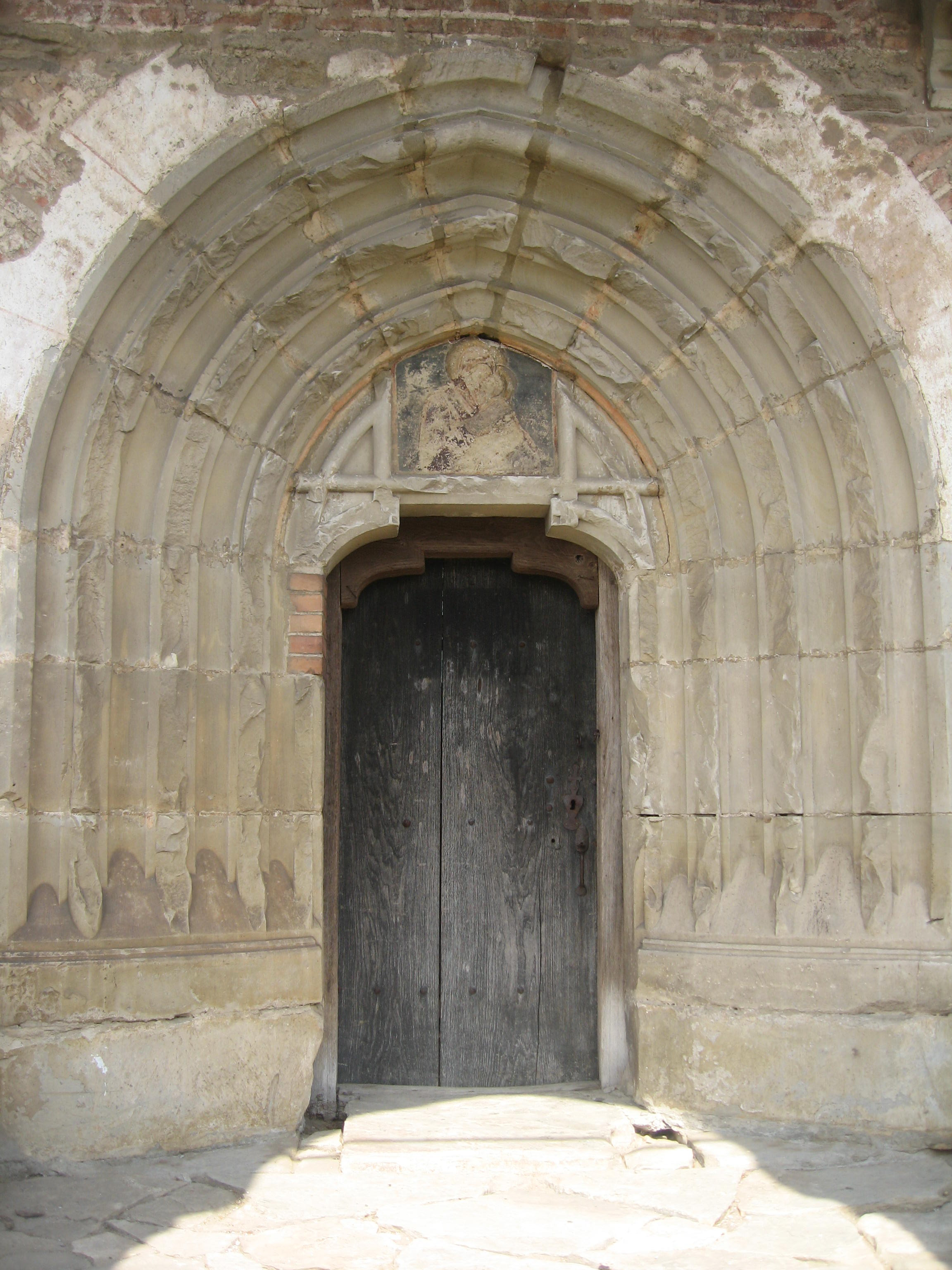
Gotycki portal cerkwi

Cerkiew św. Mikołaja – malowana cerkiew znajdujący się we wsi Bălinești w północnej Rumunii. 
Cerkiew została wzniesiona w 1493 z fundacji kanclerza hospodara mołdawskiego Stefana Wielkiego, Iona Tăutu. Zbudowana na nieco nietypowym dla mołdawskich cerkwi planie – zamknięcie cerkwi od zachodu nie jest proste, a wieloboczne, ponadto od południa dostawiono do cerkwi (zamiast wieży) dwupiętrowy ganek-dzwonnicę (ganek posiada sklepienie gwiaździste, typowe dla architektury gotyckiej). Także w 1493 świątynia została ozdobiona malowidłami wewnętrznymi, wśród których zwraca uwagę m.in. żywot św. Mikołaja (patrona świątyni) oraz obraz wotywny przedstawiający fundatora. Pomiędzy 1535 a 1538 świątynię ozdobiono monumentalnymi freskami zewnętrznymi, z których fragmenty dotrwały do naszych czasów – Sąd Ostateczny od zachodu, oraz fragmenty hierarchii niebiańskiej na apsydzie wschodniej.